# 大谷グローブ

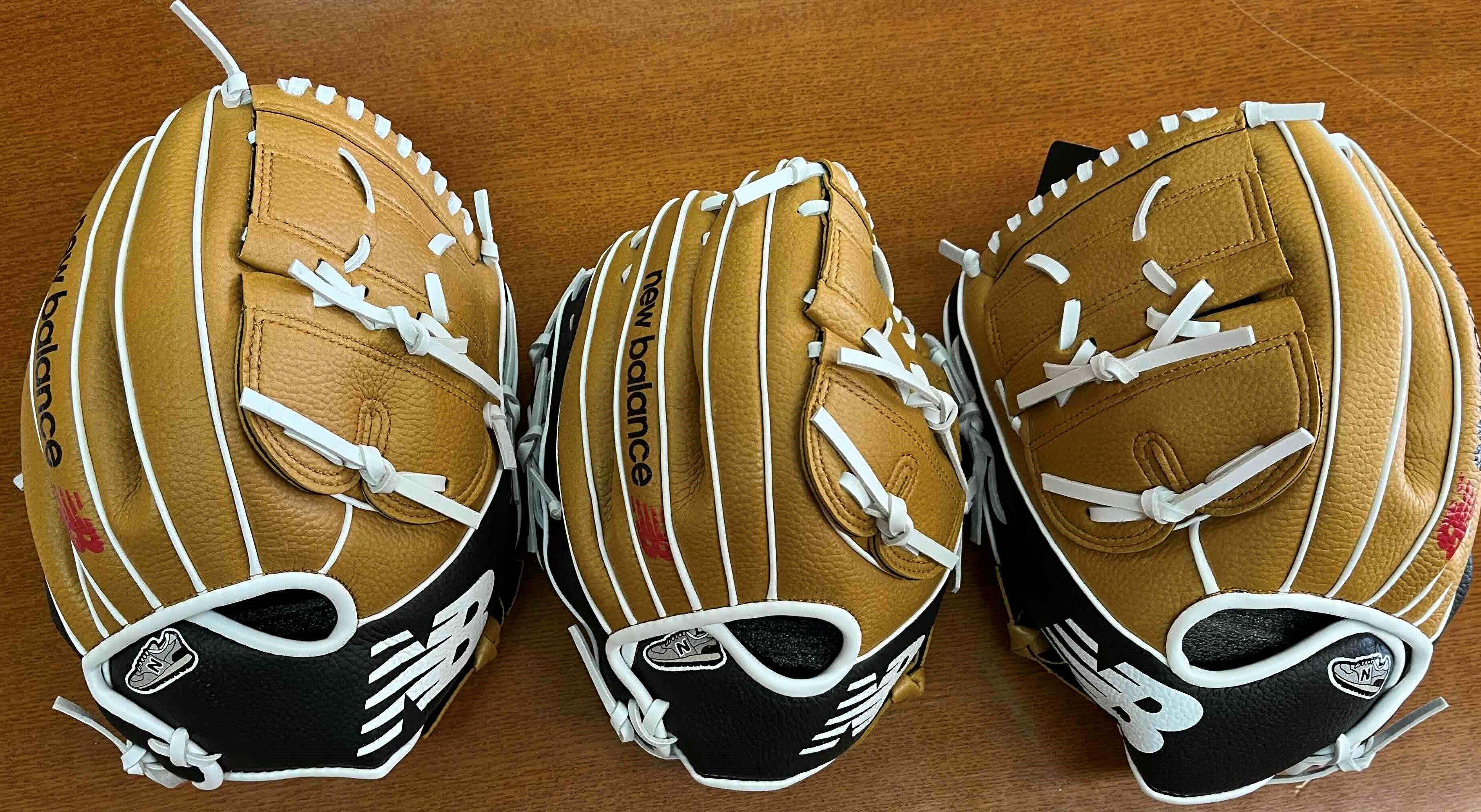
2024年1月17日

大谷グローブ（おおたにグローブ）は、プロ野球選手の大谷翔平が日本全国の小学校に寄贈した野球のグローブの俗称。
2023年（令和5年）11月9日、大谷とニューバランスは、日本国内の約20,000校の小学校に約60,000個のニューバランス製ジュニア用グローブを寄贈することを発表した。グローブの寄贈は同年12月から2024年（令和6年）3月を目途に順次行われ、対象は義務教育学校や特別支援学校を含む全国の小学校とした。1校につき3個、内訳は右利き用2個と左利き用1個であり、児童同士でのキャッチボールが想定されている。
大谷は幼少期より野球好きであったことから寄贈を思い立ち、このグローブが野球に興味を持つきっかけになってほしいとコメントした。

## グローブとしての特徴
グローブのデザインは、2023年シーズンに大谷が実際に使用していたものを再現したものである。グローブの表面は黒と茶色の2色で、革紐は白をあしらう。素材は合成皮革を使い、本革グローブに比べて軽量で柔らかく、力をかけずにグローブの開閉ができる。グローブの内側、手の平の部分にメーカーロゴ、小指部分に大谷のサイン（印刷されたもの）、手を入れる部分の外側にスポーツシューズのイラストがある。取材先の学校の許可を得て実際に着用した青森テレビの記者は、「手に吸い付くような感じ」とコメントしている。ベトナム製である。
各校に寄贈された3個のグローブは、右利き用が2個（低学年用と高学年用）、左利き用が1個である。これらには、大谷の写真と「野球しようぜ!」のメッセージが入ったカード（タグ）が付属していた。
大谷の寄贈発表の時点で、ニューバランスはグローブを一般販売しておらず、2024年1月時点でニューバランスは、大谷が贈ったグローブと同じモデルのグローブの一般販売はせず、野球のグローブそのものを商品展開する予定もないと表明していた。一般に流通する商品を学校に寄贈すれば、「教育現場を使った露骨な宣伝」と受け取られかねないからである。ただし、2024年3月にロサンゼルス郊外のニューバランス ブレントウッド店が大人用の大谷モデルのグローブを50個限定で販売したことはある。

## 経済面
神田敏晶は、このグローブが1個で3万円だと仮定し、総額で18億円の費用が掛かったと想定した。さらに大谷の年俸が56億円のため18億円分のグローブ寄贈で大谷の年収は38億円になり、年収の半分が税金として徴収されるとすると、このグローブ寄贈で9億円もの節税になると試算した。また、ニューバランスが18億円もの売上を計上できることから、アメリカではなく日本国内への経済効果も期待できるとした。ただし、2023年時点の小学校低学年用のグローブの相場は4,000円から1万円程度であり、大谷グローブが相場と同程度の価格だったとすると、総額は2億4千万円から6億円となる。グローブ本体の費用に加え、輸送費なども別途かかっている。
大谷翔平は2023年1月からニューバランスとスポンサー契約を結んでおり、寄贈されるグローブは同社製品のため、このグローブの寄贈はニューバランスのプロモーションの一環と見るのが自然という見解もある。この見解が正しい場合、全額がニューバランスの負担となるので、大谷は直接的には支払っていないものの、受け取るはずだったスポンサー料の一部を寄贈に回したことから、大谷は数億円の身銭を切ったことになる。スポーツ記者の滝口隆司は、大谷の思いを子どもたちに届けつつ、自社ブランドを浸透させるこの手法を「よく練られたマーケティング手法ともいえる」と評した。なお、ニューバランスは、大谷から6万個のグローブ寄贈を提案された際に、それが困難であることや少額にはならないことを大谷に伝えたものの、本人の意志は揺るがなかったと明かしている。
富山県南砺市の河合バット製作所では、前年比の2倍を超える木製バットの注文が入り、大谷翔平がグローブを寄贈した効果であったとみられる。

## 問題行為
大分県別府市長の長野恭紘は、SNS上で「キター！！」「私が見るだけではもったいない！という事で、市役所正面入口に当面飾ります！」という投稿を行い、グローブを市役所の玄関ロビーのガラスケースに置いて飾った。これに対して、「なぜ子どもに届けず、展示をするのか」など批判の声が寄せられたことから、展示を打ち切って、1月26日に各校へ配布した。本件は、グローブの管理に不安を抱く学校からの声が上がったこと受けて、教育委員会が課題を整理した上で寄贈の趣旨や注意事項を1月30日の校長会で共有し、その場で校長にグローブを渡すという計画を市が立てたところ、校長に手渡すまでに1週間ほどの余裕ができたため、小学生以外の市民に見せる機会を作れると考え、市役所で展示を行った、という経緯がある。（教育委員会には1月17日に届いていた。）その際、教育委員会は他の自治体でも展示している例があることを確認し、市民からも見たいという声が寄せられていたため、市長の了承を取って展示を実行した。他の自治体での展示が非難されなかったのに別府市ではSNS上に批判が殺到したのは、市長の投稿した内容が、大谷グローブを私物化しているように捉えられたからだとされる。なお、直接市に寄せられた批判的な意見（電話・メール）は7件で、うち2件は県外からだったとみられる。
その他、小学校によっては校長の判断でケースに入れられ、他のトロフィーなどと共に展示されたり、校長室に飾られたりと、本来の意図に反するケースも見られた。また、グローブに付属していたタグや、グローブに付属していた手紙の転売目的のフリマアプリへの出品も発見された。行政評論家の大原みはるは、これらの騒動について、前代未聞の「規格外の善意」があまりにも眩しすぎて、一部の大人たちが足を踏み外してしまった結果といえるかもしれないと評した。
これらの騒動の一方で、岡山県総社市では、市長の片岡聡一がマイグローブを持参して、大谷グローブをつけた児童とキャッチボールをしたことをSNSで明かしたところ、「これが正しい使い方」などと称賛するコメントが複数寄せられた。

## 反応
大谷グローブの配布はニューバランスジャパンから依頼を受けたスポーツ庁が寄贈を希望する学校数の調査を行ったが、対象が学校教育法上の学校（一条校）に限られ、外国人学校やフリースクールが漏れていることを埼玉新聞や神奈川新聞が問題視する記事を出した。デイリー新潮は、テレビ局や新聞社がこぞって大谷グローブの到着を喜ぶ児童の様子をニュースに仕立てる姿勢に疑問を呈し、そのようなニュースを作っている「野球世代のおじさんたち」は子供たちの間で野球が遊びから習い事になっている現状を認識しなければ、野球人口の減少に歯止めをかけるのは難しいと主張した。
和田アキ子は「粋な計らい」、「夢があるし、優しい、素敵」と賛辞を送り、中居正広も「こんな計らいのできる人が、若い人でいるんだと思うと。なんか熱くなっちゃったな」と語った。一方、トミーズ雅は、使うために贈られたから飾ってはいけないだろうし、どの3人にあげるかなど扱いに苦慮するだろうと推測し、小籔千豊は素晴らしいこととしつつも、貸したけど返ってこなかったり、盗難されたりするリスクを心配し、自らが校長だったら頭を抱える問題になると述べた。西村博之はサッカーならばボールを1つのみ渡されてもみんなで遊べるが、野球は9人でするものだから、グローブを3つだけ渡されたらあとの6人分はどうするのかと疑問の声を上げた。ビーグルクルーのYASSは、自身の子供が通う小学校では、油性ペンでグローブに直接学校名を記入した上、展示用にしていることをXに投稿し、疑問を呈した。
広尾晃は、大谷が少年野球チームではなく小学校へグローブを寄贈したのは、チームの偏在と弱体化により子供たちに届く確証がなかったからだろうと推測した。大谷の思いとは裏腹に、職員室などで飾る学校が出た背景として、そもそも野球部を持つ小学校がほとんどなく野球経験のない教師が多いことと、日本サッカー協会のキッズプログラムのような仕組みが野球界に存在しないことを広尾は指摘した。大原みはるは、もし大谷が匿名の篤志家として全国の小学校に3個ずつグローブを寄贈していれば話題にならなかったどころか受け取り拒否にあったかもしれないとして、大谷が実名で寄贈したことが成功要因であると述べ、一通り児童に触れさせた後は保管・展示のみになってしまった学校側の対応を、できる限りのことをしたといえるのではないだろうかと擁護した。城戸譲は大谷の言葉である「憧れるのをやめましょう」を引用し、極論すれば大谷から届いたことすら告知する必要はなく、台帳に記入して体育倉庫に放り込む対応でよかったのではないかとした上で、そのもの自身が持っている本来のポテンシャルを引き出そうとすることが、大人の使命だと意見した。
原田将大（へずまりゅう）は、大谷の各校へのグローブの寄付が3つだけなのは貧乏すぎだとコメントをしたところ非難されたため、自身の母校に13万円相当の野球道具一式を寄贈した。奈良県では、ボールがないためにグローブが活用されていないケースがあることから、大和郡山市のスポーツ用品店が県内194校に4球ずつボールを寄贈した。大谷の出身地である岩手県奥州市では、社会人野球の3チームが協力して市内全20校に3個ずつボールを寄贈し、京都府舞鶴市では、大谷のグローブ寄贈を受けて、匿名の人物が市内の全18校に軟式のボールとバットを贈った。舞鶴市では授業に活用する学校がある一方で、活用方針が決まらない学校もあるなど、各校で対応が分かれる結果となった。

### 野球関係者
野球人口の拡大のため野球教室を開催している北九州下関フェニックスの中村道大郎は、2024年1月29日に北九州市立くきのうみ小学校（福岡県）で4年生向けに開いた野球教室を振り返り、大谷グローブの効果で、児童がいつもの野球教室よりも前のめりで聞いてくれたとコメントした。
全日本軟式野球連盟は、黒と茶色の2色でデザインされた大谷グローブを公式戦で使用できるようにするため、従来の「グローブ本体は1色でなければならない」という規定を、2024年の当季シーズンから2色まで使用してもよいと改めた。また、同連盟の集計によれば、2023年度の小学生の連盟登録者数は、2017年の統計開始以来、初めて前年度を上回った。増加の主因は2023 ワールド・ベースボール・クラシックでの侍ジャパンの優勝だったとみられるが、2024年度も大谷グローブの効果や大谷自身の活躍により、小学生の野球人口の拡大が期待されている。
メジャーリーグベースボールは、光塩女子学院初等科（東京都）にグローブが届いた様子を記したコラムを2024年6月28日（日本時間では6月29日）に公式サイトで配信した。同コラムは、ボールが鉄でできていると思っていた教師がいたことを紹介しつつ、グローブが届いたときに全児童が廊下で歓声を上げたことなどを伝えた。
大谷翔平本人は、グローブを寄贈することで、野球に限らず他の競技へも可能性を広げていってほしい、また、体を動かすことの楽しさやチームワークなどいろいろなことが学べる、とコメントしている。

## 活用状況

### 寄贈直後
大谷グローブが最初に届いたのは岩手県奥州市である。当初は2023年12月25日に到着予定であったが、市からの要望で12月22日の終業式当日に間に合うように届けられ、大谷の母校である奥州市立姉体小学校では、代表児童が体育館でキャッチボールをした。大谷の地元であるという理由からの特別措置ではなく、日程などの都合で早着要望に応えられたのが奥州市だけであったからと公式には説明されている。
各校に届き始めた2024年1月時点では、校庭で野球をすることが禁止されている小学校で、贈られたグローブをどのように扱っていいのか悩んでいると報じられた。豊中市立南桜塚小学校（大阪府）も野球禁止の学校であったが、大谷の意向をくんでキャッチボールのみ解禁し、決められた区画で、教員の監視の下、キャッチボールが可能となった。同じく禁止だった児童数600人超の大阪市立茨田北小学校（大阪府）では、児童間での取り合いを防ぐため、休み時間ごとに使える学年を決めた上で、キャッチボールを解禁した。活用方法に悩んでいた港区立本村小学校（東京都）は、2024年4月30日に秋吉亮を招き、講演会と大谷グローブを使ったキャッチボールの機会を設けた。
神戸市教育委員会（兵庫県）は、各校に活用アイディアとして11項目を提案した。キャッチボールコーナーの設置など利用に向けた方法のみならず、道徳教育への活用、社会貢献について考えさせる機会とする、といった間接的な利用法も提示した。相模原市教育委員会（神奈川県）は、市内72校に対し、大谷グローブとともにキャッチボール用のボール2球と大谷の著書『不可能を可能にする 大谷翔平120の思考』を同時に配布した。
学校によっては、児童自身にグローブの使用方法やルールを考えさせた。見附市立名木野小学校（新潟県）の場合、2023年12月にグローブは届いていたが、児童たちが体育委員会でルールを制定するまで廊下に展示することになったため、初めて児童が使ったのは2024年3月5日のことだった。また、大谷への感謝を伝えるメッセージを作成した学校が現れた。中には作成した動画メッセージをSNSで発信したところ、多くの再生回数を記録した学校もあった。なお、当時文部科学大臣を務めていた盛山正仁は、2024年1月31日に大谷の代理人宛にグローブ寄贈の御礼メールを送信した。神奈川県立市ケ尾高等学校野球部のように、少数ではあるが高校生が地元の小学生にグローブの使い方を教えた地域もあった。
あいテレビが2024年6月に愛媛県松山市の全53の小学校を調査したところ、職員室で保管、校長室の金庫に保管、廊下で展示という保管方法があり、使用状況には差があることが判明した。松山市立味酒小学校では職員室で保管し、使う場合は担任がシートに記入してから持ち出すようにしている。ソフトボール投げの球拾いなど授業で活用するが、児童数に対してグラウンドが狭いため休み時間に児童が使うことはできない。中島にある松山市立中島小学校では、合同で運動会を開催するなど関係の深い中島中学校の生徒にもグローブの貸し出しを行っている。
蒲郡市立蒲郡北部小学校（愛知県）では貸し出しを事前予約制にしたところ、最大1か月待ちとなった。福井市順化小学校（福井県）では、教師が大休みと昼休みのたびに職員室から体育館へ大谷グローブを運び、児童に活用を促している。穴水町立向洋小学校（石川県）では、2024年3月まで大谷グローブが児童の人気を集めたものの、新年度を迎えた4月以降はバドミントンが盛んとなり、大谷グローブの人気は下火になった。全校児童が3人の延岡市立浦城小学校（宮崎県）では、児童が好きな時にグローブを使うことができ、体育の授業ではウォームアップとしてグローブを使ったキャッチボールを取り入れている。在籍児童が1人しかいない玖珠町立古後小学校（大分県）にも3つグローブが届いたが、1人ではキャッチボールができないため、2024年1月17日に同校を訪問した町長と教育長が児童とキャッチボールをした。
鹿児島県では、曽於市と志布志市の4校がグローブを貸借し合うことで12個の大谷グローブを集め、週替わりで各校に回す取り組みを2024年2月に実施した。愛知県岡崎市では、6年生の思い出作りとして、大谷グローブを各校が持ち寄り、大谷グローブだけを使った野球大会が2024年3月に開催された。また、岩手県盛岡市では大谷が所属するロサンゼルス・ドジャースの開幕戦に合わせて、2024年3月20日に盛岡市役所野球部員が児童に大谷グローブを使った捕球法などを教える野球イベントが開催された。長野県長野市では、飾られているだけのグローブを有効活用すべく、周辺4校の交流の機会を利用して各校からグローブを集め、ティーボール大会を2024年6月25日に開催した。このうちの1校である長野市立七二会小学校では、普段は校長室前で保管し、休み時間や体育の授業で使えるようにしている。

### 2024年9月以降
2024年9月21日から9月23日にかけて、ニューバランスジャパンは、New Balance Kids Ballparkと題した子供向け野球イベントを明治公園（東京都新宿区）で開催した。キャッチボールやベースランニング、ストラックアウト、ティーバッティングなど計9つの企画が用意され、大谷が寄贈したものと同じグローブが使えるイベントも取り入れられた。この会場で展示していた巨大な大谷グローブは、ニューバランス原宿に移し、大谷の本塁打数と盗塁数を添えて11月10日まで飾っていた。
大谷の寄贈から間もなく1年となる2024年11月には、学校としてグローブの貸し出しを行っているものの、借りに来る児童が減っているとの報道がある。徳島新聞が同月に徳島県の161校を対象に行った調査（回答68校、回答率42.2%）では、「休み時間や放課後に貸し出している」が55校（80.9%）、「学校の授業」が31校（45.6%）とおおむね活用されていることが明らかになった一方で、「展示のみ」と回答した小学校が2校（2.9%）あった。
西東京市立碧山小学校（東京都）では、2024年9月現在、20人程度のメンバーが日常的に大谷グローブと日本プロ野球選手会開発の柔らかい専用球を使用して、キャッチボールを楽しんでいる。メンバーはほぼ野球未経験者で構成され、保護者からの寄贈で全員分のグローブを確保した。福岡市立能古小学校（福岡県）では、2024年9月に非営利団体が川﨑宗則を招待して野球教室を開き、大谷グローブを使ったキャッチボールを実施した。魚津市立経田小学校（富山県）では、2024年11月現在も児童からの貸出希望は多く、じゃんけんで貸出者を決定している。同校を拠点とするスポーツ少年団では、大谷グローブの効果で入団者が増えて練習の幅が広がり、全国大会出場につながった。大谷グローブと備品のグローブを一緒に置いて貸し出している、あわら市北潟小学校（福井県）では、2024年11月現在も常連の利用者がおり、よく活用されている。同市では2024年12月8日に、市内の野球チーム・あわらルーキーズジュニアが未就学児・小学1年生向けに開いた野球体験イベントで、大谷グローブを使用している。仙台市立上愛子小学校（宮城県）では、グローブの寄贈がきっかけとなって児童が外で体を動かす機会が増え、大谷グローブにはところどころ破れがみられるほど、よく使われている。
宇佐市立津房小学校（大分県）では、大谷グローブがきっかけで野球が人気となり、高学年の児童が「津房ドジャース」を結成した。津房ドジャースは地域の野球チームと対戦するなど、新たな地域交流を生んだ。甲斐市立竜王南小学校（山梨県）では、グローブが届いた2024年1月から3月までは全学年が体育の授業で活用していたが、4月以降は存在が忘れられがちとなった。しかし、2024年10月に児童からグローブを使いたいという申し出があり、以来休み時間のキャッチボールが定着した。

### 能登半島地震の被災地
能登半島地震で被災した石川県能登町の松波小学校は、校舎の損壊が激しく隣接する松波中学校を借用して2024年1月に授業を再開した。同校では再開直後、唯一の明るい話題が大谷グローブであり、「勇気づけるためのシンボルとなることを望んでいます」というグローブに添えられていた大谷の言葉に励まされたという。珠洲市では、学校の体育館が避難所、グラウンドが避難者の駐車場に使われていたため、児童が運動する機会は少なくなっていた。同市の小学校には2月20日に届いたが、お披露目にとどまっていたことから、2月24日に珠洲学童野球クラブの活動に合わせて珠洲市営野球場でキャッチボール大会を開催し、児童が大谷グローブを使う機会を設けた。同市には大谷小中学校があり、3月1日に児童が大谷グローブをはめて大谷翔平の結婚を祝い、校舎の空きスペースでキャッチボールをした。輪島市には2023年12月末に教育委員会に届いており、年明けの始業式で披露する予定であったが、地震のために延期され、3月4日になってようやくお披露目となった。同市の町野小学校では避難所となっている体育館で披露され、グローブに喜ぶ児童の姿を見た避難者をも喜ばせた。七尾市の中島小学校では、大谷グローブのおかげで喧嘩した児童が仲直りできたり、野球を楽しむ女子児童が増加したりなど、良い効果があった。
新潟県糸魚川市の糸魚川東小学校では、地震で表情を曇らせていた児童らが、大谷グローブでキャッチボールをするうちに明るい表情に戻り、中には校長が見たことがないような笑顔を浮かべる児童もいたという。1月15日に児童へ披露した氷見市立比美乃江小学校（富山県）でも、大谷グローブで元気になったり、地震への恐怖心から少し楽になったりした児童がいた。
大谷は2024年1月5日に被災地へ寄付することをSNSで表明し、実際に個人として寄付を行った。また、所属球団のドジャースと運営会社のグッゲンハイム・ベースボールは、大谷とは別に100万ドル（当時のレートで約1億5500万円）を寄付した。大谷が素早く被災地への寄付を申し出たことについて、『女性自身』は、大谷が16歳の時に東日本大震災を経験し、当時所属していた花巻東高等学校では家族を失ったチームメイトがいたことから、被災者支援の必要性を理解しているのではないか、とするスポーツ紙記者の話を伝えている。

## 廃校での取り扱い
大谷グローブは大谷が寄贈を発表した時点ですでに廃校になることが決定していた学校にも届けられた。そのうちの1校である西伊豆町立田子小学校（静岡県）では2024年1月9日の始業式で披露され、全校児童約40人全員がグローブに触れた。閉校後は統合先の賀茂小学校がグローブの所有者となった。同じく廃校が決まっていた全校児童5人の設楽町立田峯小学校（愛知県）では、ほぼ毎日キャッチボールなどでグローブを使用していた。地域住民からは「田峯でもらったのだから」として、登録有形文化財として廃校後も残る同校校舎で保管すべきとの意見もあったが、大谷翔平のグローブを使ってほしいという意向を踏まえ、統合先の田口小学校へ移された。5つの小学校が統合して開校した海津市立海津小学校（岐阜県）では、統合元の5校から大谷グローブが集まった結果、15個の大谷グローブを所有することになった。